# الصادق ساسي

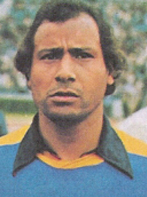
الصادق ساسي.

الصادق ساسي (بالفرنسية: Sadok Sassi)، واشتهر بلقب عتوقة، ولد في 15 نوفمبر 1945 في تونس العاصمة، هو لاعب كرة قدم تونسي.

يشغل خطة حارس مرمى في النادي الإفريقي. هذا بالإضافة أنه بقي 15 سنة حارس منتخب تونس لكرة القدم.

## سيرة ذاتية

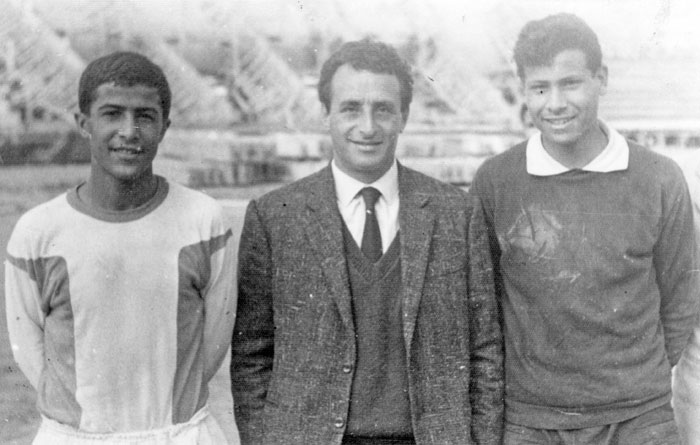
فابيو روتشيجياني وصادق ساسي وأوتوغا

خرج من حي شعبي بباب جديد، إنظم للنادي الإفريقي في صنف الأصاغر. في 1962، تم اختياره ضمن منتخب تونس لكرة القدم للناشئين. أصبح في تنافس مع متنافسين آخرين هما عبد القادر غالم حارس النادي الإفريقي ومحمود كانون حارس النجم الرياضي الساحلي.

في 1963، أصبح الحارس الثاني للفريق بعد كانون. في شهر نوفمبر من نفس السنة، عن سن يناهز 18، لعب كأساسي في كأس الأمم الأفريقية لكرة القدم 1963. في المباراة ضد غانا، قبل سريعا هدفا في الدقيقة 9. وقبل في المباراة الموالية رباعية من منتخب إثيوبيا. فبقيت إذن ذكرى سيئة له عن هذه الدورة لكن الإطار الفني حافظ على ثقته به.

في نوفمبر 1965، عاد لمشاركة في كأس الأمم الأفريقية لكرة القدم: تونس، البلد المنظم، فاز على إثيوبيا برباعية وتعادل سلبا مع السنغال. لكن في النهائي ضد غانا، يوم 21 نوفمبر، قبلت شباكه هدفا لأول مرة في الدورة، ثم عاد فريقه وقلب النتيجة إلى انتصار قبل أن يقبل هدفا عن طريق تسديدة قال عنها «الصادق ساسي»: «لقد غالطتني الأضواء الكاشفة.» ثم قبلت شباكه هدفا آخر لتنتصر غانا وتفوز بالكأس بنتيجة 2/3.

الصادق ساسي لم يعد إلى كأس الأمم الأفريقية إلى سنة 1978 التي استضافتها غانا، لكن إمكانياته بدأت بالتراجع، لم يكن باستطاعته فعل شيء عندما انهزم فريقه في نصف النهائي أمام البلد المنظم عندما 0/1. وشجع على أيضا زملاءه على مغادرة الملعب في المباراة الترتيبية على المرتبة الثالثة ضد نيجيريا. فتم إبعاد تونس من المشاركة لمدة عامين بسبب السلوك غير الرياضي.

أصبح الصادق ساسي فيما بعد أحد أبرز العناصر التي مكنت المنتخب التونسي من الترشح إلى كأس العالم لكرة القدم 1978 بالأرجنتين، في الزمن الذي كانت فيه أفريقيا تملك مقعدا واحدا في كأس العالم. لسوء حظه، لم يتمكن من حراسة شباك المنتخب بعد أن تم إبعاده من قبل المدرب الوطني عبد المجيد الشتالي بسبب الأداء الهزيل الذي ظهر به ضد هولندا تحضيرا لكأس العالم بنتيجة 4/0 فتم تغييره بالمختار النايلي بينما بقي هو على البنك.

لكنه بقي أحد أفضل لاعبي كرة القدم في تاريخ تونس. مدة 17 سنة، غزت صمعته أفريقيا والوطن العربي. من أهم مميزاته «الامتياز في التمركز، التأكد من التصدي للكرة، توقع التسديدات، توجيه الدفاع، الثقة المرتفعة.»

## إحصائيات
حطم عدة أرقام قياسية في المنتخب التونسي: 116 مباراة منهم 92 مباراة كاملة و22 مباراة غير فيها بالاحتياط، ومباراتين كان فيهما في الاحتياط.
- 35 مباراة ودية.
- 5 مبارايات في بطولات ودية.
- 19 مباراة في تصفيات كأس العالم لكرة القدم.
- 14 مباراة في تصفيات الألعاب الأولمبية.
- 13 مباراة في ألعاب البحر الأبيض المتوسط.
- 11 مباراة في كأس الأمم الأفريقية.
- 10 مباريات في تصفيات كأس الأمم الأفريقية.
- 8 مباريات في كأس فلسطين.
- 1 مباراة في كأس الأمم المغاربية.

حطم عدة أرقام قياسية مع الفرق ب415 مباراة:
- 335 مباراة في البطولة المحترفة الأولى منهم 199 مباراة متتالية وبدون تبديل من 2 أكتوبر 1966 إلى 21 يونيو 1974.
- 66 مباراة في كأس تونس لكرة القدم.
- 14 مباراة في الكأس المغاربية للأندية البطلة.

قام بأول مباراة له في يناير 1961 أمام النجم الرياضي الساحلي، وآخر مباراة له في 10 يونيو 1979 ضد الشبيبة الرياضية القيروانية.

## مسيرته
- 1958-1979: النادي الإفريقي ( تونس)

## إنجازاته
- الرابطة التونسية المحترفة الأولى لكرة القدم:
  - بطل: 1964، 1967، 1973، 1974، 1979.
- كأس تونس لكرة القدم:
  - فائز: 1965، 1967، 1968، 1969، 1970، 1972، 1973، 1976.
- أفضل لاعب تونسي: 1972.

## روابط خارجية
- الصادق ساسي على موقع الاتحاد الدولي (مؤرشف)  (الإنجليزية)
- الصادق ساسي على موقع قاعدة بيانات كرة القدم.إي يو (الإنجليزية)
- الصادق ساسي على موقع ناشيونال فوتبول تيمز (الإنجليزية)
- الصادق ساسي على موقع عالم كرة القدم.نت (الإنجليزية)

## مقالات ذات صلة
- النادي الإفريقي